# Tazewell megye (Illinois)
Tazewell megye az Amerikai Egyesült Államokban, azon belül Illinois államban található. Megyeszékhelye és legnagyobb városa Pekin. Lakosainak száma 131 343 fő (2020. április 1.). Tazewell megye Peoria, Woodford, McLean, Logan, Mason és Fulton megyékkel határos.

## Népesség
A megye népességének változása:
| Lakosok száma | 135 447 | 135 759 | 136 122 | 136 352 | 134 800 | 131 343 |
|               | 2010    | 2011    | 2012    | 2013    | 2015    | 2020    |